# Franciszek Grzymała
Franciszek Grzymała (ur. 3 grudnia 1795 w Łomżyńskiem, zm. 21 stycznia 1871 w Paryżu) – polski poeta i publicysta.
Brał udział w napoleońskiej inwazji na Rosję w 1812, po której zesłano go na Kaukaz. Po powrocie osiadł w Wilnie, gdzie wstąpił do Towarzystwa Szubrawców (posiadał pseudonim Gurcho). W 1820 zamieszkał w Warszawie. Udzielał się w świecie literatury: nawiązywał kontakty z obozem klasycznym i młodą literaturą (sympatyzował z tą drugą). Wydawał czasopisma "Sybilla Nadwiślańska" (1821) oraz "Astrea" (1821-25). Napisał pierwszą recenzję dzieła Adama Mickiewicza (nota recenzyjna o Poezjach). Wziął udział w powstaniu listopadowym, dołączając do Towarzystwa Patriotycznego i zostając oficerem w czynnej służbie. Stał się bohaterem paszkwilanckiej ballady Kajetana Koźmiana pt. Partyzant (1962). Poza krajem (w 1832 wyemigrował do Francji) kontynuował działalność wśród zwolenników Joachima Lelewela. Wydał jeszcze sześć zeszytów „Sybilli Tułactwa Polskiego" (1833-36), a także tom wierszy. W 1834 roku skazany przez władze rosyjskie na powieszenie za udział w powstaniu listopadowym. W 1849 podjął się współpracy z Trybuną Ludów, Mickiewiczowskim dziennikiem politycznym .